# Elkalyce postnuditurea
Elkalyce postnuditurea är en fjärilsart som beskrevs av Lorkovié 1943. Elkalyce postnuditurea ingår i släktet Elkalyce och familjen juvelvingar. Inga underarter finns listade i Catalogue of Life.